# تکیه کلباسی
تکیه کلباسی (ابوالمعالی) مربوط به دوره قاجار است و در اصفهان، خیابان فیض، پشت تکیه جهانگیرخان قشقایی، کوچه کوله پارچه واقع شده و این اثر در تاریخ ۱۰ خرداد ۱۳۸۲ با شمارهٔ ثبت ۹۰۹۷ به‌عنوان یکی از آثار ملی ایران به ثبت رسیده است.

## نگارخانه

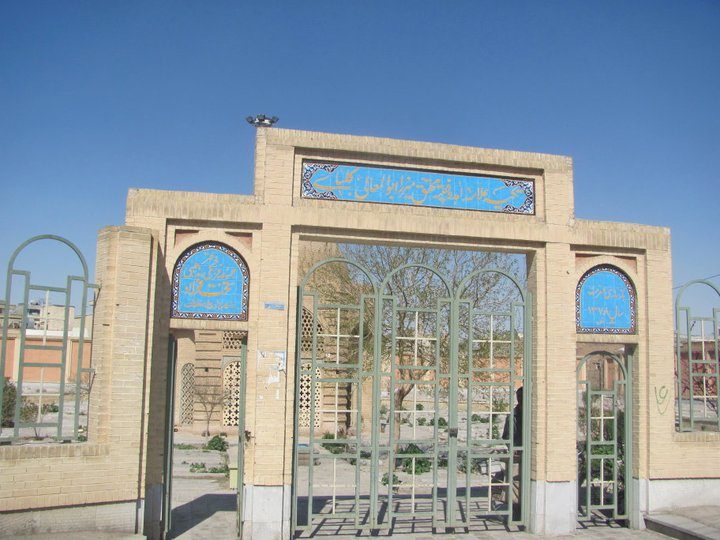
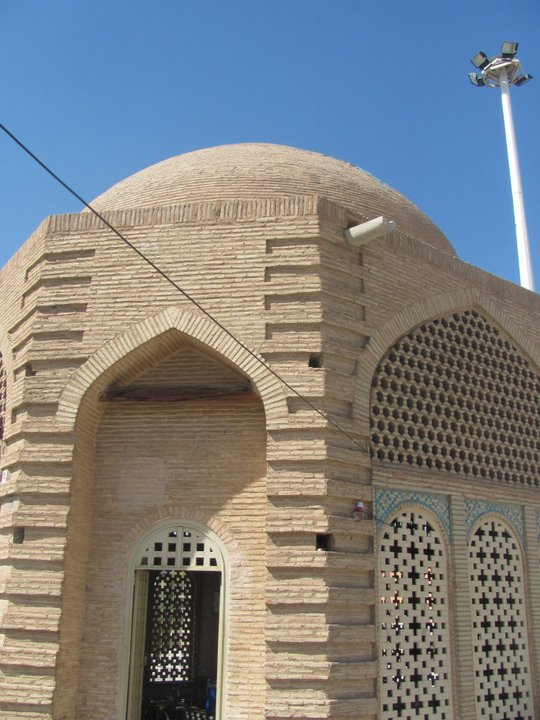
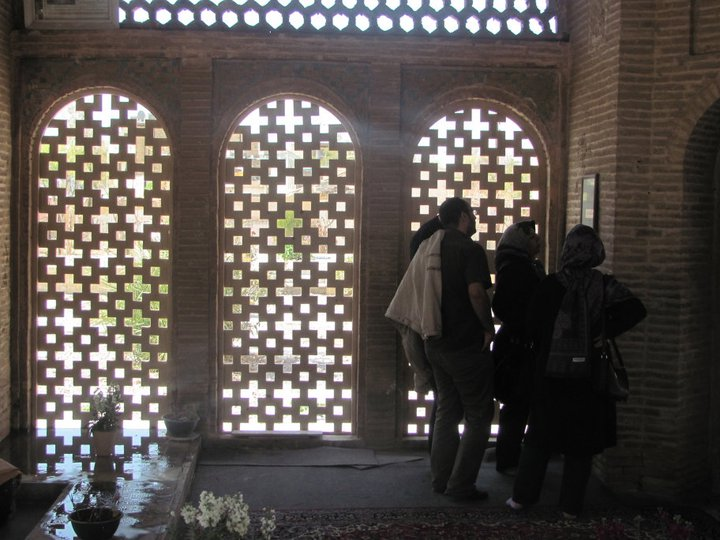
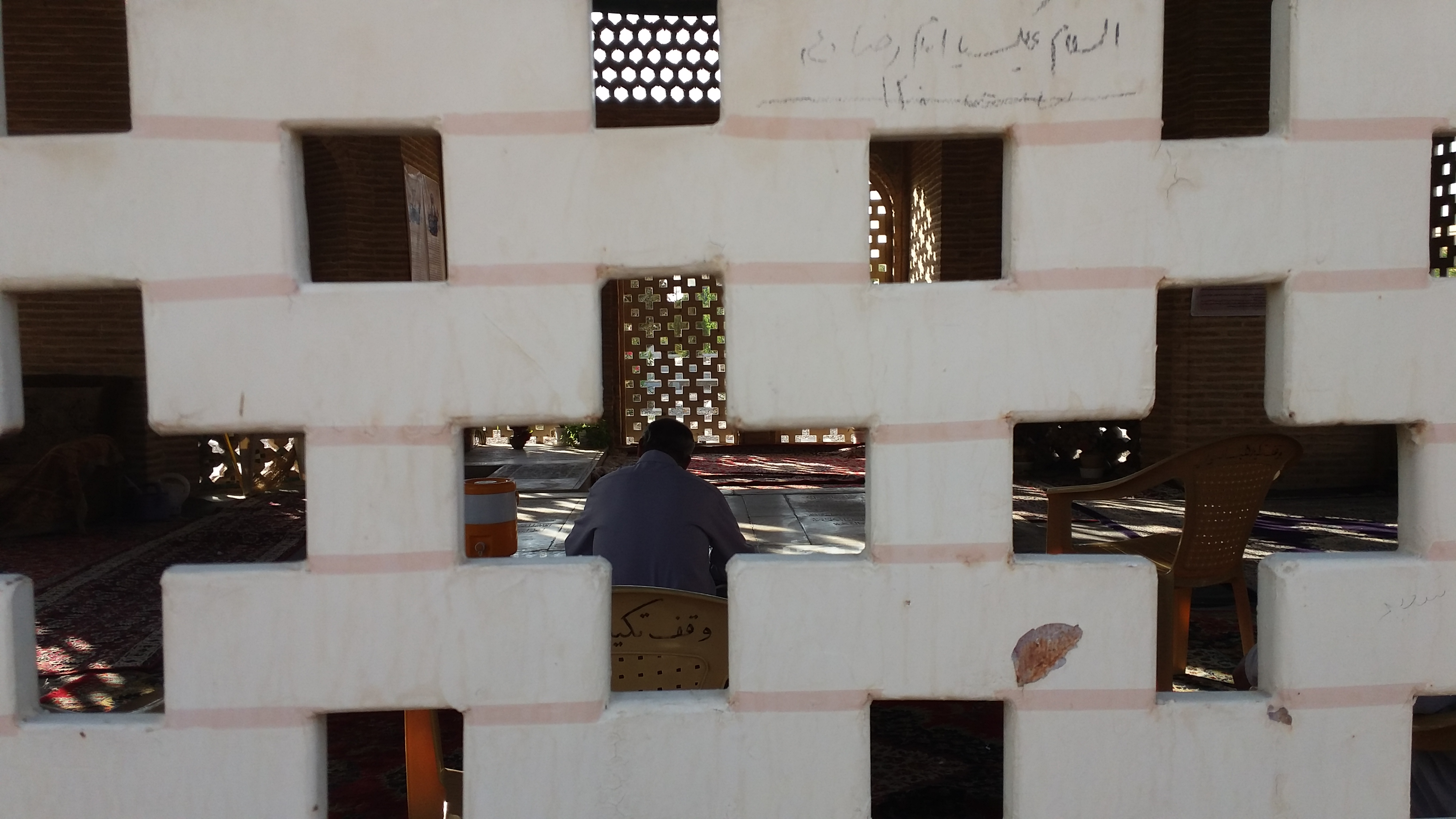
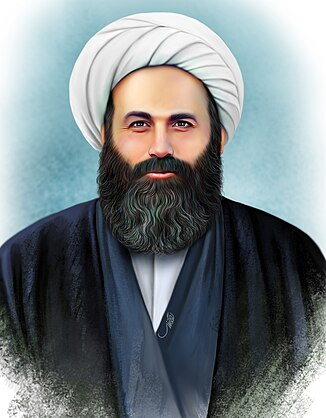